# Bucz
Bucz – sołectwo, wieś w Polsce położona w województwie wielkopolskim, w powiecie wolsztyńskim, w gminie Przemęt.
Znajduje się tu zabytkowy kościół z XVII wieku i pałac magnacki.

## Położenie
Miejscowość Bucz położona jest w południowo-wschodnim pasie wysoczyznowym, na skraju dwóch dużych rejonów: Wysoczyzny Leszczyńskiej i Pradoliny Warszawsko-Berlińskiej. Administracyjnie należy do gminy Przemęt w powiecie wolsztyńskim, województwo wielkopolskie. Gmina Przemęt wraz z Buczem zlokalizowana jest na granicy Pojezierza Lubuskiego i Pojezierza Wielkopolskiego.
Położona w odległości 21 km na północny wschód od stolicy powiatu Wolsztyna, przy szosie Śmigiel – Mochy.

## Przyroda
Powierzchnia wsi składa się z:
- gruntów ornych – 501,1 ha
- łąk – 206,3 ha
- pastwisk – 24 ha
- lasów – 87,7 ha
- sadów – 7,26 ha

Ukształtowanie terenu jest wynikiem ostatniego zlodowacenia. Podczas wycofywania się, lodowiec pozostawił naniesione duże masy materiału, są to przede wszystkim piaski i żwiry. Spowodowało to powstanie moreny dennej i czołowej w postaci drobnych pagórków.

## Historia
Miejscowość pierwotnie związana była z Wielkopolską. Ma metrykę średniowieczną i istnieje co najmniej od końca XIV wieku. Wymieniona pierwszy raz w łacińskim dokumencie z 1303 jako Bodcze, Bodcza, 1394 Bocz, 1395 Bocze, Bodcze, 1396 Bodzecz, Bodecz, 1397 Bodze, 1398 Bodoszcze, Bodcza, 1399 Bodeczsko, Bocczcza, 1400 Bodzcza, Boczdczę, 1462 Bodzecz, 1530 Bucz.
Okolice miejscowości prawdopodobnie były jednak zasiedlone wcześniej niż odnotowały to najwcześniejsze zachowane zapisy historyczne. Archeolodzy znaleźli w pobliskim lesie obok wsi ślady niedatowanej osady palowej w małym wyschniętym jeziorku.
Wieś początkowo była własnością szlachecką należącą do lokalnej szlachty wielkopolskiej z rodu Bodeckich, Bylęckich, Grobskich. W 1463 leżała w powiecie kościańskim Korony Królestwa Polskiego. W 1530 miejscowość leżała w parafii Grobia.
Pierwsze udokumentowane wzmianki pochodzą z roku 1303, kiedy to wieś należała do rodziny Bodeckich, herbu Bylina. Odnotowany został wówczas jako świadek w procesie sądowym komes Jakub z Bucza. W latach 1391–1411 jako właściciel we wsi odnotowany został asesor sądowy w Kościanie i Poznaniu Dobiesław Bodecki. W 1414 odnotowany został Wojciech syn Wyszomira z Bucza student uniwersytetu w Krakowie. W 1445 Michał Grobski syn Wyszomira z Bucza przegrał proces o dług w wysokości 84 grzywien z Mikołajem Bylęckim, który otrzymał prawo wwiązania w majątki w Grobi, Buczu i Śniatach do wysokości zaciągniętego długu. W 1463 Jakub Grobski, brat Michała, dał swojemu bratankowi Stanisławowi 1/3 dóbr w Grobi, Buczu, Boszkowie Starym, Barklinie Starym, Siekowie, Siekowie Małym, Śniatach, Sikorzynie i Głodnie, a plebanowi w Grobi zapisał na tychże dobrach czynsz w wysokości 4 grzywien od sumy 80 grzywien. W tym roku Jakub Grobski otrzymał również od swego brata Wojciecha plebana w Krerowie, części dziedziczne w Grobi, Buczu, Siekowie Siekowie Małym i Głodnie.
W ręce rodziny Grobskich miejscowość przeszła w połowie XV wieku, a następnie należała do rodziny Gołanieckich. W 1469 następuje podział dóbr rodziny Grobskich-Siekowskich. Stanisław Grobski otrzymał Siekowo, Siekowo Małe, Barklino Stare i Głodno, syn kasztelana nakielskiego Wincentego Andrzej Bieganowski otrzymał Sikorzyn i Śniaty, a Katarzyna, żona Baltazara Gołanickiego, ciotka Andrzeja, otrzymała Grobię, Bucz oraz Boszkowo Stare. W 1470 szlachta z Bucza pozwana została z powodu zaległych wiardunków królewskich. Tego roku Katarzyna, żona Balcera Kotwicza z Gołanic sprzedała z prawem odkupu byłemu wójtowi kościańskiemu oraz tenutariuszowi dóbr biskupich w Wielichowie Janowi Grobskiemu, swoje wsie ojczyste i macierzyste Grobie, Bucz i Boszkowo Stare za 300 grzywien, a ten na wspomnianych wsiach zapisał swojej żonie Dorocie 250 grzywien posagu oraz 150 grzywien wiana. W 1492 Dorota wdowa po Janie Grobskim sprzedała sędziemu wschowskiemu Janowi Gołanickiemu swoją oprawę wdowią na wspomnianych wsiach za 250 grzywien.
Wieś odnotowały również historyczne rejestry podatkowe. W 1530 pobrano podatki z 3,5 łana. W 1563 miał miejsce pobór od 4,5 łana, karczmy dziedzicznej, wiatraka dorocznego, dwóch komorników. W 1581 pobór odbył się od 4 i 3/4 łana oraz 1/8 łana, 2 zagrodników, komornika oraz wiatraka.
W 1782 roku Bucz stanowił własność podsędka ziemskiego wschowskiego Ludwika Hersztopskiego. W roku 1841 jako właściciel wymieniany jest Emil Szołdrski.
W wyniku II rozbioru Rzeczypospolitej w 1793, miejscowość przeszła w posiadanie Prus i jak cała Wielkopolska znalazła się w zaborze pruskim. W roku 1846 miejscowość wzmiankowana jako Bucz należała do wsi większych w ówczesnym pruskim powiecie Kosten rejencji poznańskiej. Bucz należał do okręgu śmigielskiego tego powiatu i stanowił część majątku Popowo niemieckie (niem. Deutsch Poppen), który należał wówczas do J. Szołdrskiego. Według spisu urzędowego z 1837 roku Bucz liczył 230 mieszkańców, którzy zamieszkiwali 25 dymów (domostw).
W 1881 roku dobra należały do Emila Franza Waleriana Petzela, podporucznika w stanie rezerwy, a od roku 1893 do Anny Petzel z domu Meyer. W roku 1911 stanowiły współwłasność Anny Petzel i jej córek Gertrudy Stegmann z Głogowa, Charlotty Dikrberg i Anneliese Petzel. W tym samym roku dobra przeszły w ręce Jerzego Hermanna z Kłody koło Rydzyny i jego żony Marii z domu Heiving. Od 1931 roku jako właścicielka występuje Aniela Szołdrska z domu Koczorowska.
W roku 1881 powierzchnia dóbr rycerskich wraz z folwarkiem Dębina wynosiła 584,69 ha.
W latach 1934–1954 i 1973–1976 miejscowość była siedzibą gminy Bucz. W latach 1975–1998 miejscowość administracyjnie należała do województwa leszczyńskiego.

## Pałac

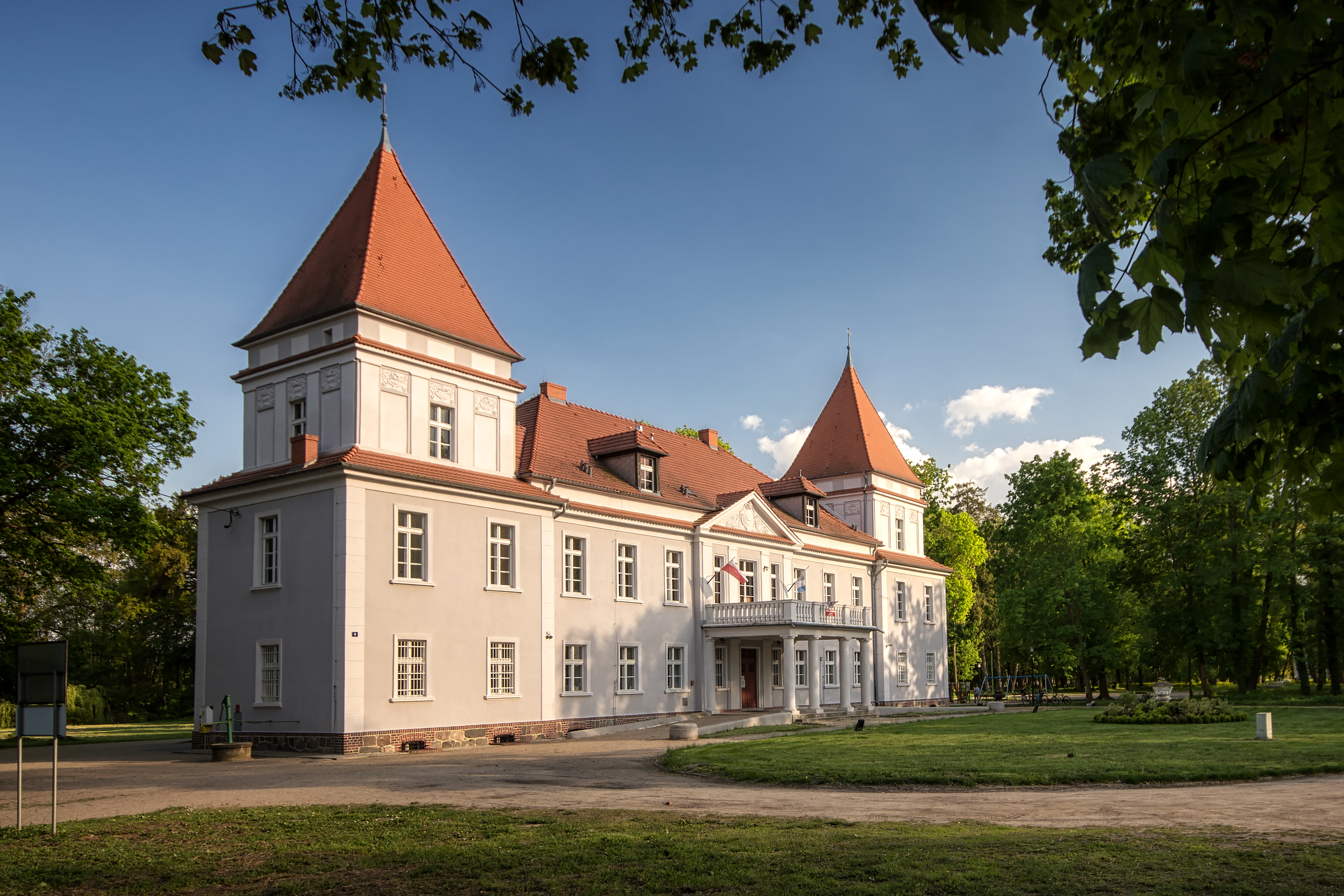
Pałac w Buczu

W południowo-zachodniej części wsi wznosi się pałac w Buczu, zbudowany przez rodzinę Petzel pod koniec XIX w. Pałacyk został rozbudowany po roku 1911. W chwili obecnej mieści się w nim szkoła podstawowa. Jest to budowa eklektyczna, nawiązująca do form klasycystycznych, starsza, środkowa część jest dwukondygnacyjna, trzecią kondygnację tworzą wieże nakryte ostrosłupowymi dachami. Pośrodku umieszczony jest pseudoryzalit zakończony trójkątnym tympanonem (z kartuszem herbowym), przed którym znajduje się czterokolumnowy portyk z tarasem na piętrze. Wewnątrz zachował się reprezentacyjny hol, z okazałą klatką schodową i dużym oknem witrażowym z wyobrażeniem jelenia Świętego Huberta oraz trzema scenami myśliwskimi. W salach na piętrze widoczne są dekoracje sztukatorskie, a w pomieszczeniach dawnej jadalni i biblioteki – dębowy strop kasetonowy oraz stare boazerie.
Wokół pałacu rozciąga się park o powierzchni 3,69 hektara. Został on założony prawdopodobnie na przełomie XVII i XVIII wieku. Obecny kształt krajobrazowy park uzyskał w końcu XIX wieku. W latach 30. XX wieku został on powiększony o część południową. Pośrodku znajduje się rozległa polana i owalny stawek z wysepką, na której rośnie pięć starych dębów szypułkowych o obwodzie do 470 cm. Po południowej stronie pałacu rośnie lipa drobnolistna o obwodzie 510 cm (zrośnięta z dwóch pni), a w południowej części parku najgrubszy dąb o obwodzie 560 cm.
Na terenie majątku działała gorzelnia parowa, śrutownik, cegielnia i wytwórnia torfu. Zajmowano się hodowlą bydła rasy holenderskiej i nizinnej, koni oraz owiec rasy rambouillet. W skład dominium oprócz Bucza i Dębiny wchodziła także kolonia Śniaty. Razem znajdowały się tutaj 53 domy zamieszkane przez 395 osób. W roku 1913 w majątku znajdowało się 35 koni, 64 krowy i 2 owce, nadal działała gorzelnia oraz wydobywano torf.
Kroniki sądowe
- 1392-99 – Bodeccy w sporach z Wojciechem Barklińskim (dziedzicem z Barchlina):
  - 1392 – Wolfram oskarżony o uwięzienie Barklińskiego i najazd
  - 1398 – Wyszomir w sporze z Wojciechem płaci karę
  - 1398-99 – Wolfram oddala pretensje Wojciecha do 40 grzywien i prowadzi z nim spór o 100 oraz 7 grzywien za Barklino Stare
- 1394-96 Wolfram w sporze z bratem Dobiesławem:
  - 1394 – o zabrane koła, o zajęte ludziom Dobiesława kosy na gruncie Wolframa, o rolę i pług
  - 1396 – Dobiesław wygrywa proces z bratem o 60 grzywien
- 1395-99 – Wolfram w sporze z Januszem zw. Wallermul albo Warmul z Popowa i z Karśnic i jego żoną Małgorzatą o obrazę, najazdy, szkody
- 1395 – Wolfram w sporze z Arkenboltem o 8 kop zboża i 7 grzywien
- 1396 – Wolfram w sporze z Janem Wolframem o 8 grzywien poręki, a także z panią z Łukowa o konie
- 1397-98 – Wolfram w sporze z Marcinem Ceradzkim o 10 grzywien
- 1398 – Wolfram przegrywa spór z Czewlejem z Bieczym o 20 kop żyta i 0,5 grzywny
- 1399-1400 – Wolfram w sporach z Janem Czepurskim o łąki, bydło, maciory
- 1400 – Wolfram w sporze z Wincentym Granowskim o 2 konie zajęte Wolframowi w Zieminie, także w sporze z Ottonem Sieńkowskim o zakup 7 łyżek srebrnych
- 1399 – Wyszomir w sporze z Piotrem Urbanowskim o 25 grzywien poręki za Agnieszkę z Głodna
- 1400 – Wyszomir w sporze z Janem Łąckim
- 1400-05 – spory o Goślinkę:
  - 1400 – Wichna, żona Dobiesława z Bucza w sporze z Klarą, wdową po Janie Łukowskim – Wichna chce odkupić na mocy prawa bliższości za 130 grzywien (za taką samą cenę jaką niegdyś zapłacił Jan Łukowski przy zakupie Goślinki)
  - 1406-08 – Dobiesław z żoną Wichną w sporach z opatką z Owińsk o granice Goślinki
- 1407 – Wyszomir z sporze z bratem Wolframem o 80 grzywien poręki i nie spłaconą Wyszemirowi ojcowiznę
- 1411 – Dobiesław i Wolfram dają opatowi Tomaszowi z Wielenia odziedziczone po rodzicach prawo patronatu nad kościołem Świętego Piotra i Pawła w Świętopietrzu (dawniej Przedmieście koło Przemętu, obecnie Przemęt)
- 1411 – Wyszomir w sporze z Katarzyną Sączkowską i Małgorzatą o 1/5 jeziora Lutomia, które Wyszomir kupił niegdyś od brata Wolframa
- 1416 – Wyszomir przegrywa spór z Wojciechem Barklińskim o ¼ jeziora Trzebidza, także Wyszomir dowodzi, że Mikołaj Lubiatowski, stolnik nie zapłacił Wolframowi 40 grzywien i 2 kop zboża długu
- 1418 – Sędziwój, syn Wyszomira pozwany przez Mikołaja Parzęczewskiego, seniora w Zieminie, z powodu szkód uczynionych przez 60 macior zajętych w Zieminie, także Dobiesław w sporze z Katarzyną i Hanką ze Starkowca, że dał Nastce Starkowieckiej 5 grzywien posagu z jej majątku po matce, także Wyszomir przegrywa proces z Katarzyną Sączkowską o ¼ jeziora Trzebidza, które należało także do jego zmarłego brata Dobiesława
- 1422 – Wyszomir pozwany przez opata cysterskiego z Przemętu, że wraz z synem łowił ryby w jeziorze należącym do klasztoru
- 1423 – Wyszomir pozwany przez Sędziwoja i Andrzeja, synów Wojciecha Barklińskiego, o to że przekopał rów, którym uciekają ryby z jeziora należącego do Barklińskich
- 1445 – Michał Grobski, syn Wyszomira, przegrywa proces o dług 84 grzywien i kary z Mikołajem Bylęckim, który otrzymał prawo do wwiązania w Grobię, Bucz i Śniaty do wysokości długu
- 1463 – Jakub Grobski, brat Michała, daje swojemu bratankowi Stanisławowi 1/3 dóbr w Grobi, Buczu, Boszkowie Starym, Barklinie Starym, Siekowie, Siekowie Małym, Śniatach, Sikorzynie i Głodnie, a plebanowi w Grobi zapisuje na tychże dobrach czynsz 4 grzywien od sumy 80 grzywien, Jakub otrzymuje także od swojego brata Wojciecha, plebana w Krerowie, części dziedzictwa w Grobi, Buczu, Siekowie, Siekowie Małym i Głodnie
- 1470 – Katarzyna, żona Balcera Kotwicza z Gołanic sprzedaje z prawem odkupu Janowi, niegdyś z Gołanic, byłemu wójtowi Kościana, tenutariuszowi dóbr biskupich w Wielichowie, swoje wsie ojczyste i macierzyste Grobię, Bucz i Boszkowo Stare za 300 grzywien, a tenże Jan, zwany później Grobskim, na wspomnianych wsiach zapisuje żonie Dorocie 250 grzywien posagu i 150 grzywien wiana
- 1492 – Dorota, wdowa po Janie Grobskim sprzedaje z prawem odkupu Janowi Gołanickiemu swą oprawę na wspomnianych wsiach za 250 grzywien

W Buczu, około 250 metrów na zachód od drogi z Bucza do Nowego Bucza, położone jest cmentarzysko należące do ludności kultury łużyckiej i pochodzące z młodszej epoki brązu (1000-800 p.n.e.)

## Folwark
Zespół folwarczny położony jest na zachód od pałacu i parku, po drugiej stronie drogi do Przemętu. Składa się z podwórza gospodarczego i kolonii domów pracowników folwarcznych. Podwórze wyznaczono na rzucie zbliżonym do kwadratu w wysuniętą w kierunku północno-wschodnim rządcówką i oborą. Od strony południowej i zachodniej otoczone jest polami, od północnej sąsiaduje z zabudową wsi. Wjazd na podwórze prowadzi od strony wschodniej i znajduje się na wprost wjazdu do parku, drugi wjazd znajduje się od zachodu od strony pól. W pierzei północnej wznosi się dawna rządcówka wraz z biurem z końca XIX wieku, obecnie przebudowana. Na zachód od niej, równolegle do drogi, stoi dawna obora, przekształcona po 1945 roku na budynek gospodarczy pracowników folwarcznych. Cześć ściany wschodniej dziedzińca wypełniają współczesne garaże. W części zachodniej pierzei południowej wznosi się stodoła z częścią magazynową. W pierzei zachodniej zachowała się kolejna stodoła, do której od północy przylega spichlerz z 1881 roku, murowany trzykondygnacyjny, nakryty niskim dachem dwuspadowym, o tynkowanych elewacjach całkowicie pozbawionych detalu. W północnym narożniku podwórza znajduje się gorzelnia z XIX wieku, obecnie mocno przebudowana.
Kolonia domów pracowników folwarcznych położona jest na północ od rządcówki, po zachodniej stroni drogi do Barchlina. Składa się obecnie z trzech budynków (domy nr 9, 10 i 12). Są to budynki z końca XIX wieku, murowane z cegły, parterowe, z użytkowymi poddaszami, nakryte dachem dwuspadowym, pokrytymi dachówką, o tynkowanych elewacjach oraz zmienionych oknach i stolarce.

## Kościół

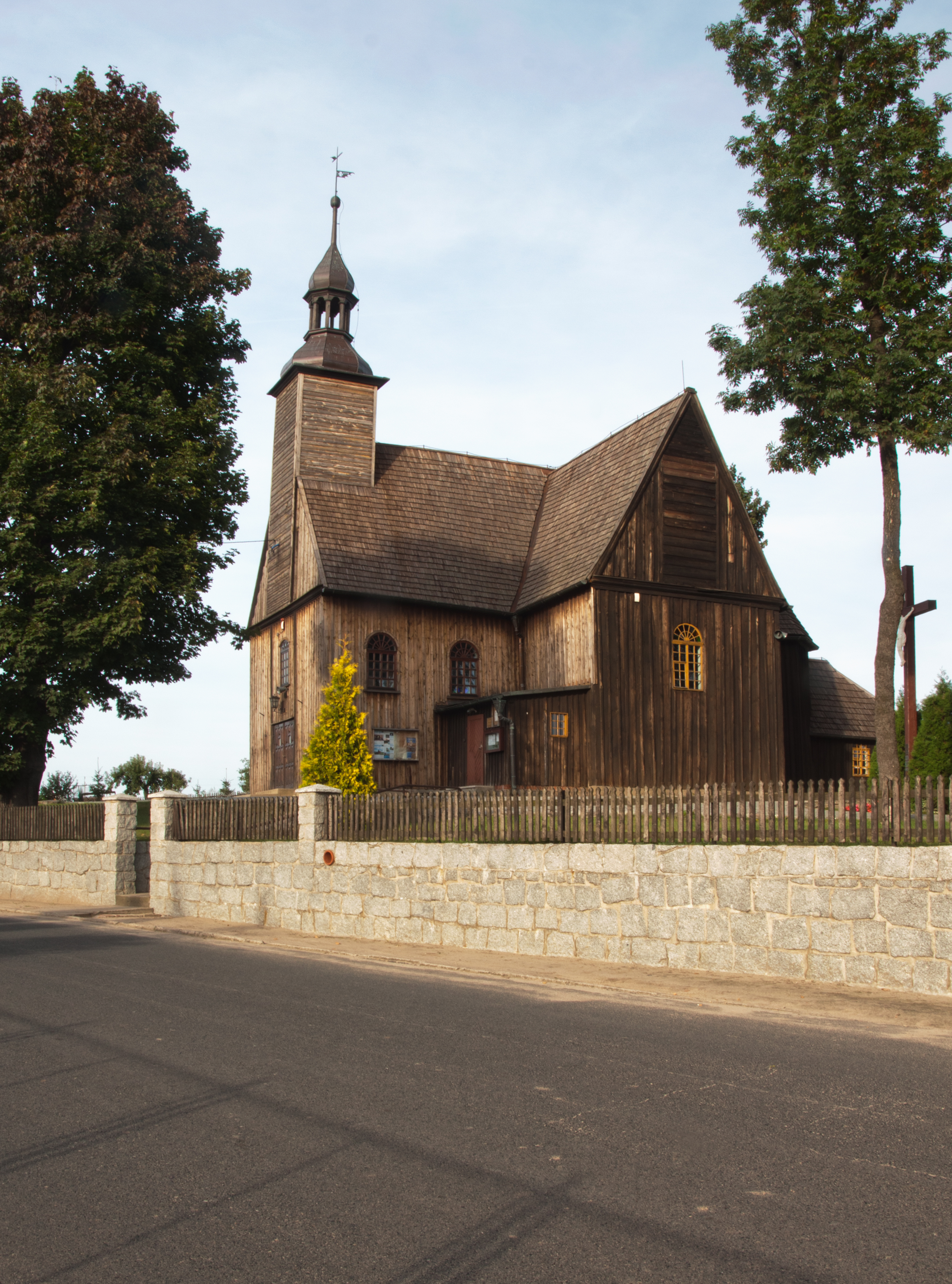
Kościół pw. św. Barbary w Buczu

Pierwotny kościół parafialny został założony w roku 1440, w nieistniejącej już wsi Grobia (zanikła pod koniec XVI wieku), położonej na północny zachód od dzisiejszego Bucza. Wieś tę wraz z kościołem rozebrał za panowania Zygmunta Augusta Jan Bronikowski, przeszedłszy na protestantyzm. Zapiski z wizyty archidiakona śremskiego Gaspara Happa z roku 1610: „Była niegdyś wieś, zwana Grobią, w której się tylko zagrodnicy (hortulani) znajdowali. Jak pamięć ludzka sięga był w tej wsi kościół pod tytułem N. M. Panny; ten gdy ze starości zniszczał, niejaka pani Gołaniecka, wdowa, wystawiła w jego miejsce nowy. Ale gdy później taź sama dobra swoje, to jest wieś Grobią z zagrodnikami i wieś Bucz z kmieciami ur. Janowi Bronikowskiemu przedała, ten, jako heretyk, kościół spustoszył, wieś Grobią zniósł całkiem z zabudowaniami plebańskimi i szkołą, tak iż tylko nagie ściany kościoła pozostały, a granice pól plebańskich zostały rozorane”. Później w miejscu gdzie stała wieś Grobia, powstał folwark zwany Dębina, należący do Bucza. Kościół w Grobi, został odzyskany przez katolików w 1641 roku. Jednakże z braku funduszy, pleban nie był w stanie się utrzymać, dlatego w roku 1653 został przeniesiony do kościoła parafialnego w Przemęcie. W tym samym czasie, lub nieco później, kościół w Grobi został odrestaurowany staraniem Cystersa Pawłowskiego z klasztoru przemęckiego. Odnowiony kościół został poświęcony przez sufragana poznańskiego, Macieja Kurskiego, dnia 16 czerwca 1664 roku, pod wezwaniem Św. Barbary męczenniczki. W roku 1685 kościół był wizytowany przez archidiakona śremskiego Gnińskiego. Na początku XVIII wieku dziedzicem Bucza był Andrzej Mielęcki, świeżo nawrócony z kalwinizmu. Będąc właścicielem kościoła w Buczu, służącego dotąd braciom czeskim, oddał go katolikom, nie bez zastosowania przemocy. Kościół został poświęcony i obdarzony nową erekcją przez Mielęckiego w roku 1720. W wieku XVII, poprzedni właściciele Bucza, Gorzeńscy, wyznania braci czeskich, chowali w nim zwłoki członków swojej rodziny. Księgi kościelne w Buczu zaczynają się od roku 1781, wcześniejsze zapiski spłonęły razem z plebanią.
Obecny kościół powstał w roku 1782. Jest to budynek drewniany, na kamiennej podmurówce. Usytuowany jest na pagórku w centrum wsi, otoczony cmentarzem, założonym prawdopodobnie w drugiej połowie XVIII wieku. Kościół powstał staraniem ówczesnego właściciela wsi Ludwika Hersztopskiego. Budynek założony został na planie krzyża łacińskiego, z zamkniętym trójbocznym prezbiterium, za którym znajduje się zakrystia ze stropem belkowym (na jednej z belek wyryta jest data 1782). Dach jest kryty gontem. Po zachodniej stronie usytuowana jest czworoboczna wieża nakryta baniastym hełmem. Nad prezbiterium umieszczona została niewielka wieżyczka na sygnaturkę z czterospadowym dachem.
Wnętrze kościoła nakryte jest belkowatym stropem, o układzie kasetonowym. Ściany są otynkowane, pokryte polichromią z roku 1966, która nakryła pierwotną z początku XX wieku. Cennym wyposażeniem jest barokowy ołtarz główny z połowy XVII wieku, dwa późnobarokowe ołtarze boczne z końca XVIII wieku, ambona z fragmentami z XVIII wieku oraz rokokowa chrzcielnica z drugiej połowy XVIII wieku. Chór muzyczny wsparty jest na słupach, z wybrzuszonym parapetem. Obok kościoła stoi drewniana dzwonnica, prawdopodobnie z końca XVIII wieku, nakryta daszkiem namiotowym.
W roku 2005 z kościoła skradziono drewnianą figurę Świętej Barbary, cztery drewniane anioły (dwa z ołtarza głównego oraz dwa umieszczone na organach), złocone elementy ołtarzy oraz tabliczki wotywne. Sprawców nigdy nie odnaleziono. Brakujące figury zostały zastąpione replikami. Nową figurę Świętej Barbary ufundowały Ochotnicze Straże Pożarne miejscowości należących od parafii.
Do parafii należą miejscowości: Bucz, Bucz Nowy, Barchlin, Boszkowo, Popowo.
Szczegóły wystroju wnętrza kościoła:
- Ołtarz główny – drewniany, polichromowany, barkowy, z połowy XVII wieku, w części środkowej obraz „Zwiastowanie”, barokowy z XVII wieku, przemalowany w 1908 roku przez W. Wasilewskiego ze Śmigla. Obraz zdobi sukienka srebrna, złocona, trybowana i grawerowana, późnobarokowa z 1711-34 roku, wykonana przez Johanna Caspara Scholtza, złotnika leszczyńskiego. Ołtarz zdobią także rzeźby Świętego Piotra i Pawła oraz Aniołów. Tabernakulum – drewniane, malowane i złocone, wczesnobarokowe z połowy XVII wieku
- Ołtarz boczny północny – drewniany, polichromowany, późnobarokowy z końca XVIII wieku, składający się zapewne ze starszych elementów z około 1700 roku. Ołtarz zdobi obraz Świętej Barbary, barokowy z około 1700 roku
- Ołtarz boczny południowy – drewniany, malowany, późnobarokowy z końca XVIII wieku, składający się zapewne ze starszych elementów z około 1700 roku, Ołtarz zdobi obraz Świętego Benona, barokowy z około 1700 roku
- Chrzcielnica – drewniana, malowana, rzeźbiona i złocona, rokokowa z 3 ćwiartki XVIII wieku
- Rama feretronu – drewniana, rzeźbiona i złocona, rokokowa z 3 ćwiartki XVIII wieku
- Obraz Świętego Jana Ewangelisty – haft wełniany, barokowo-klasycystyczny, z początku XIX wieku
- Rzeźba Chrystusa Zmartwychwstałego – drewniana, polichromowana, barokowa z XVII wieku
- Dzwon spiżowy, barokowy z XVII wieku, wykonany przez Karola Gotfryda Anthony z Gdańska.
- Ambona – drewniana, malowana, z XVII wieku
- Monstrancja – słoneczna, srebrna, częściowo złocona, trybowana i cyzelowana, późnobarokowa z 1702 roku, wykonana przez Michała Meissnera z Poznania

## Ochotnicza Straż Pożarna
Ochotnicza Straż Pożarna w Buczu powstała w 1932 roku z inicjatywy mieszkańców, jako jedna z pierwszych jednostek na terenie obecnego powiatu wolsztyńskiego. Jeszcze przed II wojną światową jednostka otrzymała pierwszy sprzęt oraz sztandar.
Na przełomie lat 50. i 60. XX w. wybudowana została murowana remiza z wieżą. Do czasów transformacji systemowej w Polsce, jednostka dysponowała sikawką, następnie na wyposażeniu znalazł się FSC Żuk. W 2004 jednostka otrzymała samochód Ford Transit GLM, który służy do dziś.
W lipcu 2018 roku rozpoczęła się budowa nowej strażnicy OSP Bucz. W tym czasie jednostka skupiała w swoich szeregach ponad 60 członków, z czego ponad 30 brało czynny udział w akcjach ratowniczo-gaśniczych.